# 巴爾塔沙 (拿騷-威斯巴登-伊德施泰因伯爵)
巴爾塔沙（德語：Balthasar von Nassau-Wiesbaden-Idstein，1520年—1568年1月11日），拿騷-威斯巴登-伊德施泰因伯爵，腓力一世的幼子，1566年至1568年在位。

## 家庭
1564年，巴爾塔沙與伊森堡-比丁根的瑪格麗特（Margarethe von Isenburg-Büdingen）結婚，兩人的獨子約翰·路德維希於1567年出生。